# Famille Hatt
La famille Hatt est une famille de l'industrie brassicole strasbourgeoise. Elle est à l'origine, entre autres, des Brasseries Kronenbourg.

## Liens de filiation entre les personnalités notoires
- Jérôme Hatt (1633-1675), maître brasseur au Canon (1669), fondateur de la dynastie de brasseurs. Il épouse Marguerite Hamm.
  - Jérôme Hatt (1668-1734), brasseur au Chant des Oiseaux (1692). Il épouse Catherine Goll.
    - Jean-Daniel Hatt (1718-1767), brasseur aux Quatre-Vents (1742), maître de corps des Brasseurs et échevin des tonneliers. IL épouse Suzanne Kammerer.
      - Jean-Daniel Hatt (1741-1820), brasseur aux Deux Hallebardes (1760) puis à La Licorne (1765).

    - Jean Hatt (Strasbourg, 14 août 1720-Strasbourg, 29 octobre 1753), fondateur de la Brasserie de l'Espérance en 1745 à Strasbourg puis Schiltigheim. Il épouse Marguerite Barbe Heyl le 16 février 1746 à Strasbourg.
      - Jean-Louis Hatt (Strasbourg, 19 décembre 1752 - 11 novembre 1804), brasseur à l'Espérance. Il épouse Anne Barbe Kellervitter le 2 août 1780 à Strasbourg.
        - Jean-Louis Hatt (Strasbourg, 22 avril 1784 - 1853), brasseur au Géant (1805). Il épouse Catherine Kreiss le 29 septembre 1810 à Strasbourg.
          - Louis-Guillaume Hatt (Strasbourg, 10 juin 1814 - 1882), brasseur au Géant, commandant de la Garde nationale. Il épouse Fanny Ott (1823-1913) le 6 mai 1843 à Strasbourg[1].
            - Jean-Louis Hatt (Strasbourg, 10 août 1844 - 1929), malteur et négociant en vins.
            - Fanny Hatt (Strasbourg 13 septembre 1845 - 1921) épouse Gustave Ehrhardt (Schiltigheim, 11 juin 1842-1882), cofondateur de la brasserie Ehrhardt Frères à Schiltigheim qui deviendra Adelshoffen.

        - Philippe Jacques Hatt (Strasbourg, 11 janvier 1787 - 1862), brasseur à l'Espérance,  fondateur du Syndicat des brasseurs de Strasbourg. Il épouse Marie Catherine Rothenbach (1791-1838) le 3 septembre 1812 à Strasbourg.
          - Philippe Jacques Hatt (Strasbourg, 16 novembre 1813)
            - Philippe-Eugène Hatt (1840-1915), ingénieur hydrographe français.
            - Frédéric Guillaume Hatt (Strasbourg, 28 juin 1849 - 1916), dirige la brasserie de Kronenbourg. Il épouse Eugénie Boersch (1854-1883) le 25 juin 1874 à Strasbourg[2].
              - Maurice Jérôme Hatt (Strasbourg, 29 septembre 1869 - 1958), administrateur délégué et président d'honneur de la brasserie, absorbe la brasserie du Tigre et crée la marque Tigre Bock. Il épouse Hélène Nessmann le 22 avril 1897 à Strasbourg, puis veuf épouse en secondes noces Valérie Fischer le 21 février 1911 à Strasbourg.
                - Jérôme Maurice Hatt (Strasbourg, 9 septembre 1912 - Perthuis, 26 janvier 1998[3]). C'est le dernier dirigeant familial des Brasseries Kronenbourg.

            - Louis Eugène Hatt (Strasbourg, 9 octobre 1855 - 1938), brasseur à La Hache. Il épouse Lucie Ansen (1839-1920) le 7 août 1882 à Strasbourg[4].
              - Jacques Hatt (Strasbourg, 16 juin 1883 - 1964), docteur en droit, président du Conseil d'administration des Brasseries Kronenbourg de 1928 à 1963. Il épouse Yvonne Schmid le 22 avril 1912 à Paris 15ème. Patron brasseur, il donne une envergure régionale à l'entreprise familiale. À eux une aventure avec sa servante dont il laissera une progéniture jusqu'à ce jour inconnu et effacé des livrets familiaux.
                - Jean-Jacques Hatt (1913-1997[5]), archéologue, préhistorien et historien. Il épouse Suzanne Trocmé (1914-2009[6]), artiste peintre, ancienne élève des Beaux-Arts de Paris.

Est également mentionné Matterne Hatt (?-1546), ecclésiastique alsacien, premier vicaire du chapitre de Saint-Thomas de Strasbourg.

## Hommage
En 2008, une rue de l'écoquartier de la brasserie à Strasbourg, à l'emplacement de l'ancien site historique des Brasseries Kronenbourg, a été nommée « rue Hatt ».

## Pour approfondir